# El Fary
José Luis Cantero connu sous le surnom d'El Fary (né le 20 août 1937 à Madrid et mort le 19 juin 2007 dans la même ville) est un chanteur populaire et un acteur espagnol, l'un des plus célèbres chanteurs de flamenco et de copla du pays.

## Biographie
José Luis Cantero naquit le 20 août 1937 à Madrid, dans le quartier de Las Ventas (district de Ciudad Lineal) — proche de la célèbre plaza de Toros du même nom, inaugurée quelques années plus tôt — dans une famille humble, originaire de Buenache de Alarcón.
Lorsqu'il était enfant, le petit José Luis manquait souvent l'école, préférant passer son temps à imiter son idole, le chanteur de copla Rafael Farina. C'est d'ailleurs de « Farina » qu'« El Fary » tire son surnom. Il était alors connu dans son quartier comme « El Farina de Ventas » pour son penchant à imiter en toutes occasions son chanteur préféré et d'autres étoiles de la copla espagnole.
Avant de rencontrer le succès, El Fary travailla comme jardinier et comme chauffeur de taxi afin de réunir l'argent lui permettant d'enregistrer ses premières chansons. Une fois l'enregistrement terminé et les disques fabriqués, il se chargea lui-même d'aller les vendre au Rastro de Madrid, un marché à l'air libre qui s'organise les dimanches et jours fériés, dans le centre historique de la capitale espagnole.
À cette même époque, il participe aux concours de chanteurs à la radio et se produit dans les fêtes locales. Ce ne fut que vers l'âge de 30 ans qu'El Fary a commencé à gagner de l'argent comme chanteur quand il fut appelé à Pozoblanco, dans la province de Cordoue en Andalousie, pour remplacer un autre chanteur (José Blanco Ruiz dit Pepe Blanco). Par la suite, le légendaire Antonio Molina lui signa un contrat pour une tournée de deux mois.
Dans les années 1970, la copla est tombée en disgrâce aux yeux du public espagnol, mais cela n'a pas découragé El Fary et vers la fin de la décennie, il enregistra des chansons dans un style plus pop qui rencontrèrent à nouveau le succès et se retrouvèrent en haut des hit-parades espagnols.
Dans les années 1990, José Luis Cantero obtint un grand succès dans le monde de la télévision, quand il interpréta le rôle d'un chauffeur de taxi dans la série Menudo es mi padre. Le rôle a été écrit pour lui, et le titre même de la série était un jeu de mots avec sa stature.
Pendant ce temps, El Fary fut l'objet, de la part de la presse à sensation, de spéculations et de rumeurs sur le penchant de son fils pour la drogue et les mauvais traitements infligés à sa femme. Malgré ce que le caractère sensationnaliste de cet étalage de sa vie privée pouvait avoir de désagréable, cette publicité dont il se serait bien passé resta longtemps dans l'esprit du public.
Vers la fin de la décennie, sa carrière fut de nouveau relancée, lorsque le réalisateur Santiago Segura tourna sa comédie Torrente: El brazo tonto de la ley. Le héros, José Luis Torrente, (rôle joué par le réalisateur lui-même) est un policier mal éduqué, raciste, machiste et corrompu, qui est fan d'El Fary. Le film contenait une chanson qu'il avait enregistrée spécialement, intitulée Apatrullando la ciudad (En patrouillant dans la ville). Aussi bien la chanson que le film furent un succès, ce qui amena la réalisation de deux suites, dont Torrente 2: Misión en Marbella. En 2005, El Fary fit une petite apparition dans le troisième épisode de la série Torrente 3: El Protector; dans lequel il interprétait son propre rôle. 
Il parraina plusieurs jeunes artistes comme Melody ou, son propre fils, Javi Cantero, tous deux chanteurs de pop.
En janvier 2007, peu après les fêtes de Noël, un cancer du poumon lui fut diagnostiqué, difficilement curable, pour lequel les médecins lui laissèrent peu d'espoir, lui donnant un an et demi à vivre. Sa famille voulait maintenir la nouvelle secrète, mais en avril 2007, dans un entretien — le dernier qu'il accorda à la presse — il fit part au public de sa maladie.
José Luis Cantero est mort le 19 juin 2007, à l'âge de 69 ans, dans un hôpital de Madrid.

## Discographie
1. Ritmo caló (1975)
2. Soy gitanito (1977)
3. Camino de la gloria (1978)
4. Yo me estoy enamorando (1979)
5. Canela y limón (1980)
6. Vengo a ti (1981)
7. Amante de la noche (1982)
8. Amor secreto (1983)
9. Como un gigante (1984)
10. Rompecorazones (1985)
11. Un paso más (1986)
12. Grandes éxitos (1986)
13. Va por ellos (1987)
14. A mi son (1988)
15. Enamorando (1989)
16. Dedícame una hora (1990)
17. Tu piel (1991)
18. Tomillo, romero y jara (1992)
19. Mujer de seda (1993)
20. Tumbalero (1995)
21. Menudo es el Fary (1996)
22. Calle Calvario (1999)
23. Sin trampa ni cartón (2000)
24. Ese Fary!! (2003)
25. Los grandes éxitos de El Fary (2007)